# Alue Papeun (Nisam Antara)
Alue Papeun is een bestuurslaag in het regentschap Aceh Utara van de provincie Atjeh, Indonesië. Alue Papeun telt 2202 inwoners (volkstelling 2010).